# Nyugati Frank Királyság
A Nyugati Frank Királyság a II. (Kopasz) Károly uralma alatt álló terület volt a 843-as verduni szerződés után. Ez volt az egyik a Frank Birodalom három utódállama közül a Középső Frank Királyság és Keleti Frank Királyság mellett. Ez az államalakulat a modern Franciaország alapja. Úgy is ismert volt, mint Francia Occidentalis.
A Nyugati Frank Királyság része Aquitania, Bretagne, Burgundia, Katalónia, Flandria, Baszkföld, Gothia (Septimania), Île-de-France és Toulouse.
987-től már Francia Királyság néven szerepelt, mert az Île-de-France-t uraló Capet Hugót, a Capeting-ház alapítóját választották királynak, aki megteremtette az örökletes királyi hatalom alapjait.